# Jason Parker (cestista)
Jason LaShaun Parker (Oxford, 18 dicembre 1981) è un ex cestista statunitense, professionista nella NBDL e in Europa.